# Tc (lok)
Tc är ett diesellok som beställdes i tjugo exemplar av SJ på 1960-talet, tillsammans med den större versionen Tb. Loken användes i godståg och banarbetståg, bland annat för snöröjning. I samband med att Banverket bildades 1988 överfördes loken dit. Användandet av Tc-loken minskade kraftigt i början av 2000-talet. 2017 var tre Tc-lok i drift; två hos Strukton Rail och ett hos Infranord.